# Гривинське сільське поселення
Гри́винське сільське поселення (рос. Гривинское сельское поселение) — муніципальне утворення у складі Койгородського району Республіки Комі, Росія. Адміністративний центр — село Грива.

## Населення
Населення — 320 осіб (2017, 367 у 2010, 431 у 2002, 578 у 1989).

## Склад
До складу поселення входять такі населені пункти:
| Населений пункт           | Населення, осіб (1989) | Населення, осіб (2002) | Населення, осіб (2010) |
| ------------------------- | ---------------------- | ---------------------- | ---------------------- |
| Грива, село               | 565                    | 421                    | 363                    |
| Карвуджем, присілок       | 8                      | 10                     | 4                      |
| Нижні Березники, присілок | 5                      | -                      | -                      |